# Brienne de Tarth
Brienne de Tarth é uma personagem fictícia da série de livros de fantasia A Song of Ice and Fire, do autor norte-americano George R. R. Martin, e da série de televisão Game of Thrones. Introduzida no segundo livro da série, A Clash of Kings (1998), alta, forte e excelente espadachim, Brienne é a única filha de Lorde Selwyn Tarth, Lorde de Evenfall Hall, na Iha de Tarth. A Casa Tarth é uma casa vassala da Casa Baratheon, lordes das Terras da Tempestade. Na série de televisão ela é interpretada pela atriz britânica Gwendoline Christie.

## Perfil
Brienne tem uma aparência pouco feminina e é pouco atraente. Ela é muito alta, musculosa, tórax reto e desagradável, com cabelos cor de palha e coberta de sardas. Seus dentes são proeminentes e tortuosos, sua boca é larga, seus lábios inchados e seu nariz foi quebrado mais de uma vez. Porém, tem grandes e bonitos olhos azuis.:Catelyn XXI

## Biografia

### Série literária

#### Antecedentes
Sua mãe morreu quando era criança. Ela teve um irmão mais velho, Galladon, que morreu afogado quando ela tinha oito anos; também teve duas irmãs mais novas que morreram na infância. Ela descreve a si própria como "a única criança que os deuses deixaram meu pai manter. A mais estranha, não apta para ser menina ou menino".:Brienne XXXI
Ela foi criada sob a tutela da Septã Roelle que achava defeitos em qualquer coisa sobre Brienne e destruiu sua autoestima. Ela lhe disse que apesar de ser possível um homem casar com ela, seria por ser a herdeira dos Tarth e de suas terras, nunca por ser desejada. Seu pai tentou lhe arranjar um pretendente, mas isso não foi fácil, por causa de sua aparência e por ela resistir à ideia;  três tentativas de noivado foram feitas e fracassaram. A primeira quando ela tinha sete anos e o noivo dez, mas ele morreu de uma doença. A segunda, o noivo quebrou os votos na primeira vez que a viu pessoalmente. A última tentativa de seu pai foi quando tinha dezesseis anos, a Ser Humfrey Wagstaff, um homem de meia-idade amigo seu e castelão de outra Casa. Ele informou a Brienne que esperava que ela parasse seus treinamentos em lutas e procurasse ser mais feminina após o casamento deles; ela respondeu que aceitaria com a condição de que ele a derrotasse em combate. O resultado da luta foram três ossos quebrados do homem e um noivado desfeito.
Brienne implorou ao mestre de armas dos Tarth para ensiná-la a usar espadas. À medida que sua habilidade crescia, isto foi restabelecendo sua autoconfiança. Em determinado ponto de sua história, ela se encontra com Renly Baratheon quando ele visita sua ilha e a trata com cortesia e respeito, inclusive dançando com ela, o que faz com que Brienne se apaixone num amor não correspondido.:Brienne IV Quando começa a Guerra dos Cinco Reis, com Renly e seu irmão Stannis Baratheon ambos reclamando o trono, Tarth se mantém neutro mas Brienne obtém do pai permissão para ser independente e se alia a Renly.

#### A Clash of Kings
Brienne se junta ao exército de Renly Baratheon quando ele marcha para Porto Real. Ela vence o Melee em Bitterbridge, conquistado por Renly, e como prêmio tem permissão de se juntar à Raimbow Guard dele. Quando fica aparente que Renly será obrigado a lutar contra as forças de seu irmão Stannis, Brienne é designada como seu porta-estandarte. Porém, antes da batalha, Renly é assassinado por uma sombra; ela é acusada pela morte até que Catelyn Stark consegue convencer a todos que ela é inocente e Brienne a acompanha a Riverrun. Apesar dela querer se vingar de Stannis pela morte de Renly, Catelyn a persuade a servi-la em vez disso.:Catelyn XXXIX Mais tarde Catelyn vai visitar Jaime Lannister preso nas masmorras  e, quando ele começa a debochar da infidelidade de Ned Stark, o marido recém-executado de Catelyn, ela chama pela espada de Brienne.

#### A Storm of Swords
Catelyn liberta Jaime e o manda para Porto Real em troca de suas duas filhas, Arya e Sansa Stark, escoltada por Brienne e seu primo Ser Cleos Frey. Eles são atacados por mercenários foras-da-lei que matam Cleos enquanto Brienne impede Jaime de fugir na confusão. Eles são capturados pelos homens, Os Bravos Companheiros, liderados por Vargo Hoat, aliado da Casa Bolton. Quando Hoat amputa a mão direita de Jaime, ela o convence a viver para se vingar do bandido; em troca, Jaime os impede de estuprar Brienne. Os dois são levados para Harrenhal, onde Jaime lhe revela  que matou o "Rei Louco" Aerys II Targaryen para impedi-lo de queimar toda Porto Real. Roose Bolton permite a volta de Jaime a Porto Real mas mantém Brienne como prisioneira. Hoat tenta estuprá-la mas ela arranca a orelha dele com uma mordida e é jogada dentro de um fosso com um urso, antes de Jaime voltar e resgatá-la.
Brienne e Jaime chegam a Porto Real para descobrir que o rei Joffrey Baratheon foi envenenado, Catelyn e Robb Stark foram mortos pelos Frey e as filhas de Stark, Arya e Sansa, fugiram da cidade. O amante de Renly, Ser Loras Tyrell, acusa Brienne de ter matado Renly e Jaime a prende para sua própria segurança. Jaime permite a Loras que fale com Brienne e ela lhe convence da sua inocência. Jaime a liberta e lhe dá de presente uma espada de aço valiriano, forjada da ancestral espada de Ned Stark, Ice, e Jaime pede que ela a chame de "Oathkeeper". Jaime então diz a Brienne que encontre Sansa para cumprir seu juramento a Catelyn.

#### A Feast for Crows
Em Duckensdale, Brienne encontra o escudeiro de Tyrion Lannister,  Podrick Payne, e o coloca a seu serviço. Durante sua jornada pelas Terras Fluviais, ela chega a uma estalagem numa encruzilhada do caminho onde encontra  Gendry, um ex-companheiro de viagem de Arya Stark, que agora dá abrigo a um grupo de crianças órfãs. O lugar é atacado por outro grupo de Bravos Companheiros e Brienne intervém para proteger as crianças. Ela é gravemente ferida pelo fora-da-lei Biter até que a Irmandade Sem Bandeiras chega e mata os Companheiros. A Irmandade faz Brienne, Payne e Ser Hyle Hunt como prisioneiros e os leva até sua líder Lady Coração de Pedra, que Brienne horrorizada descobre ser uma revivida Catelyn Stark. Ela acusa Brienne de servir aos Lannister e a força a escolher entre matar Jaime ou ser enforcada; quando ela se recusa a escolher, Lady Coração de Pedra ordena que ela e seu grupo sejam enforcados. Ao ver Podrick morrendo, ela concorda em matar Jaime para salvar as próprias vidas.

#### A Dance With Dragons
Brienne encontra Jaime no campo das forças Lannister em Pennytree e pede-lhe que venha com ela ajudar a salvar Sansa Stark, que ela acha que corre perigo com Sandor "Cão de Caça" Clegane.

### Série de televisão

#### 2ª temporada (2012)
Brienne derrota Ser Loras Tyrell para vencer um torneio promovido por Renly Baratheon, que traiçoeiramente declarou-se rei a si próprio, e ganha  o direito de se integrar à Guarda Real. Catelyn Stark chega ao acampamento de Renly pouco depois e negocia com sucesso uma aliança entre o filho Robb e Renly, mas Renly é subitamente morto por uma sombra demoníaca com a face de seu irmão e rival, Stannis Baratheon, que descobriu ser o verdadeiro herdeiro do trono mas que seria morto por Renly na manhã seguinte. Brienne mata dois dos guardas pessoais de Renly quando é acusada de tê-lo matado e Catelyn a ajuda a fugir para o acampamento de Robb;  Brienne então lhe jura fidelidade. No acampamento de Robb, Catelyn liberta Jaime Lannister e manda Brienne escoltá-lo até Porto Real, forçando Jaime a prometer enviar Sansa e Arya, suas filhas, de volta, em troca pela libertação.

#### 3ª temporada (2013)
Nas Terras Fluviais, Brienne e Jaime são capturados por uma patrulha de soldados da Casa Bolton. Jaime convence os homens a não estruprarem Brienne dizendo que seu pai, Tywin Lannister, o patriarca dos Lannister, os recompensará por devolverem Brienne ilesa, mas o líder dos mercenários,  Locke, corta fora  a mão de Jaime quando ele tenta persuadi-los a o libertarem também. A dupla é levada pra 
 Harrenhal, onde Jaime revela a Brienne os motivos pelos quais matou o "Rei Louco" Aerys II Targaryen, assassinato pelo qual ganhou o apelido de "Regicida". Roose Bolton liberta Jaime mas mantém Brienne prisioneira por incitar traição. Locke tenta conseguir um resgate em dinheiro por ela, mas é ofendido pela quantia insignificante oferecida pelo pai dela, Selwyn Tarth e, em vez disso, joga Brienne em um poço com um urso e apenas uma espada de madeira para defender.  Quando Jaime descobre que Brienne ficou cativa em Harrenhal à mercê de Locke, ele volta e a resgata; os dois então continuam a jornada para Porto Real.

#### 4ª temporada (2014)
Brienne não pode devolver Sansa para Cateryn porque ela foi morta pelos Frey junto com o filho Robb e Jaime argumenta que Sansa, agora casada com Tyrion, está mais segura em Porto Real. Brienne conversa com Margaery Tyrell e explica que não matou Renly Baratheon; depois vai ao casamento do rei Joffrey com Margaery e assiste ele ser envenenado e morto. Cersei Lannister confronta Brienne e insinua que ela está apaixonada por Jaime, seu irmão. Após Tyrion ser acusado da morte do jovem rei, Jaime dá a Brienne uma espada de aço valiriano (que ela apelida de "Oathkeeper" – "Cumpridora de Promessas") para que siga na sua missão de encontrar Sansa, que fugiu por também ser acusada do crime, e levá-la para a segurança. Ele também dá a ela o ex-escudeiro de Tyrion, Podrick Payne, cuja vida está em perigo depois de ser coagido a dar um falso testemunho contra  Tyrion.
Em seu caminho para as Terras Fluviais, os dois se encontram com um amigo e ex-companheiro de viagem de Arya Stark, Hot Pie; após saber por ele que Arya está viva, eles decidem viajar para o Vale de Arryn, suspeitando que ela está sendo protegida pela tia, Lysa Arryn. Brienne finalmente encontra Arya e seu escolta, Sandor Clegane, o "Cão de Guarda". Quando Arya se recusa a ir com Brienne, ela a Sandor lutam e Brienne o faz despencar de um penhasco, aparentemente morto, mas Arya desaparece na confusão. 

#### 5ª temporada (2015)
Após procurar sem sucesso por Arya Stark, os desanimados Brienne e Podrick veem Sansa numa taberna em companhia de Lorde  Petyr Baelish e ela lhe oferece seus serviços. A menina recusa mas achando que ela corre perigo com Baelish, Brienne foge com os guardas de Baelish em sua perseguição, mas continua  a seguir Sansa, que vai para a fortaleza ancestral dos Stark de Winterfell, onde é casada com o filho sádico de Ser Roose, Ramsay Bolton. De guarda numa cidade próxima, Brienne faz chegar a Sansa uma mensagem através de uma serva explicando como dar um sinal caso precise de ajuda; apesar da serva ser descoberta e torturada, ela morre sem revelar quem enviou a mensagem. Sansa consegue escapar do quarto onde foi aprisionada e sinalizar pela muralha da fortaleza, mas Brienne tinha deixado a posição de vigília pouco antes para ir atrás de Stannis Baratheon, que atacava Winterfell, para matá-lo, por ter morto seu senhor, Renly, a quem tinha jurado vingar. Brienne encontra Stannis ferido encostado numa árvore, no rescaldo da batalha na qual suas forças foram derrotadas e, após confessar a Brienne seu papel na morte do irmão, ela o executa em nome do rei de direito, Renly Baratheon.

#### 6ª temporada (2016)
Brienne e Podrick seguem um grupo de soldados de Bolton, enviados na perseguição de Sansa e Theon Greyjoy, que fugiram de Winterfell pulando da muralha do castelo. Ela mata os soldados, com ajuda de Theon  e Podrick, e oferece novamente seus serviços a Sansa, que desta vez os aceita e Brienne faz seu juramento à herdeira dos Stark. Ela revela a Sansa que Arya ainda está viva mas não sabe onde se encontra. Enquanto Theon retorna para as Ilhas de Ferro, Brienne, Sansa e Podrick iniciam sua jornada para o Norte, para Castle Black, onde o meio-irmão de Sansa, Jon Snow, é o comandante da Patrulha da Noite que guarda a Muralha. Em Castle Black, Brienne encontra os ex-aliados de Stannis, Melisandre e Davos Seaworth, e debochadamente informa que matou Stannis e os acusa por seu papel na morte de Renly. No castelo, um Selvagem, Tormund Giantsbane, parece gostar de Brianne, o que ela considera incômodo.
Brienne escolta Sansa para um encontro com "Mindinho" Baelish, que lhe informa que seu tio-avô,Lista_de_personagens_de_ Bryden "Blackfish" Tully, capturou o castelo da Casa Tully dos Frey, em Riverrun. Quando Jon Snow  e seus homens deixam Castle Black para a batalha contra Ramsay Bolton por Winterfell, Sansa manda Brienne a Riverrun convencer "Blackfish" a se juntar às tropas contra Bolton. Brienne reclama que Davos não é confiável por causa de seu apoio anterior a Stannis e depois tê-lo abandonado, mesmo que Davos só tenha feito isto por ordens do próprio Stannis.
Brienne chega a Riverrun e encontra o castelo de "Blackfish" cercado pela tropas de Jaime Lannister e dos Frey. Jaime permite que ela que entre no castelo para falar com "Blackfish", que é simpático à causa da sobrinha-neta Sansa mas se recusa a abandonar seu castelo. Pouco depois, o sobrinho de "Blackfish", Lord Edmure Tully, é obrigado a ordenar às tropas de Tully que se rendam. Quando as tropas de Lannister começam a entrar no castelo, Brienne e Poldrick fogem de barco pelo rio, com a ajuda e às vistas de Jaime Lannister, que apenas faz um aceno de despedida. 

#### 7ª temporada (2017)
Apesar de Brienne não ter conseguido o apoio da Casa Tully, os soldados do Norte leais a Jon, os Selvagens e a cavalaria do Vale de Arryn trazida por "Mindinho" a pedido de Sansa, derrotam Ramsay Bolton e seu exército, recuperando Winterfell. Lá, ao lado de Sansa, ela desconfia das intenções de "Mindinho". Arya Stark retorna a Winterfell e depois de perguntar a Brienne se seu juramento é defender as duas irmãs Stark, a desafia para um combate depois de vê-la treinar e surrar Podrick Payne. Arya supreende Brienne com sua agilidade de movimentos e a contenda termina empatada, com Brienne com a espada no peito de Arya e esta com uma adaga no pescoço de Brienne. Impressionada, ela pergunta a Arya quem a ensinou a lutar assim e ela responde que "Ninguém". Quando Sansa recebe uma mensagem de Cersei Lannister  para ir a porto Real, ela, sempre desconfiada da rainha, envia Brienne em seu lugar. Na capital, Brienne está entre os soldados Lannister e Bronn que recebem os homens de Daenerys Targaryen no porto da capital para uma reunião de trégua entre eles, visando a união de todos contra o inimigo maior, os Caminhantes Brancos. Durante a caminhada até o local da reunião, o Fosso do Dragão, ela restabelece seu contato com Sandor Clegane em bases amistosas, e lhe conta que Arya está viva e em Winterfell e que não precisa de proteção, sabendo defender-se sozinha muito bem. Depois da reunião, em que Cersei se nega a ajudar Jon e Daenerys pela recusa do primeiro em se manter neutro numa guerra posterior entre elas, Brienne pressiona Jaime Lannister a insistir com a irmã por um acordo de ajuda recíproca deixando claro que aquilo é uma guerra de vida ou morte entre todos os humanos e os mortos-vivos.

#### 8ª temporada (2019)
Jaime Lannister chega a Winterfell e é levado à presença de Daenerys, Sansa, Jon Snow, dos nobres e soldados no Grande Salão do castelo. Ele traz a notícia de que Cersei não enviará seu exército para ajudar mas que ele está ali para cumprir a palavra dada.  Daenerys e Sansa querem executá-lo por seus crimes passados contra os pais de ambas. Tyrion e Brienne interferem, dizendo que Jaime é um homem de honra e que está ali para ajudar. Brienne diz a Sansa que confia plenamente nele. Com isso, sua vida é poupada. Brienne é seguida por Jaime quando inspeciona as tropas fora do castelo e ele lhe diz que estaria honrado em servir sob seu comando. À noite quando um grupo se reúne em volta de uma fogueira do salão, Jaime faz Brienne se ajoelhar e a sagra como Cavaleira dos Sete Reinos de Westeros, algo incomum para uma guerreira mulher. Brienne sobrevive à batalha contra os mortos-vivos depois de ter a vida salva nela por Jaime.  Após o banquete na noite seguinte que celebra a vitória dos vivos, Brienne participa de uma roda de adivinhação em quem adivinhar algo sobre o outro este tem de tomar uma caneca de vinho. Quando Tyrion diz que ela é virgem, ela se retira da mesa furiosa sem responder e se dirige a seu quarto. Jaime a segue e lá os dois acabam fazendo amor, ele tirando a virgindade da guerreira. Quando Daenerys e Jon rumam para o sul para a guerra contra Cersei, ele resolve ficar em Winterfell com Brienne, sem querer participar da batalha. Depois que chegam as noticias de que a frota da rainha Targaryen foi atacada e afundada em Pedra do Dragão e ela se dirige ao sul para incendiar e destruir Porto Real, Jaime decide ir ao encontro da irmã, ignorando as súplicas de Brienne para que ele fique ali com ela. Após a morte de Daenerys, ela integra o conselho de lordes de Westeros que escolhe Bran Stark como novo rei dos Sete Reinos e depois, num livro de biografias, completa a biografia de Jaime Lannister, com os últimos momentos de sua vida, finalizando que ele morreu junto à sua rainha.

## Crítica

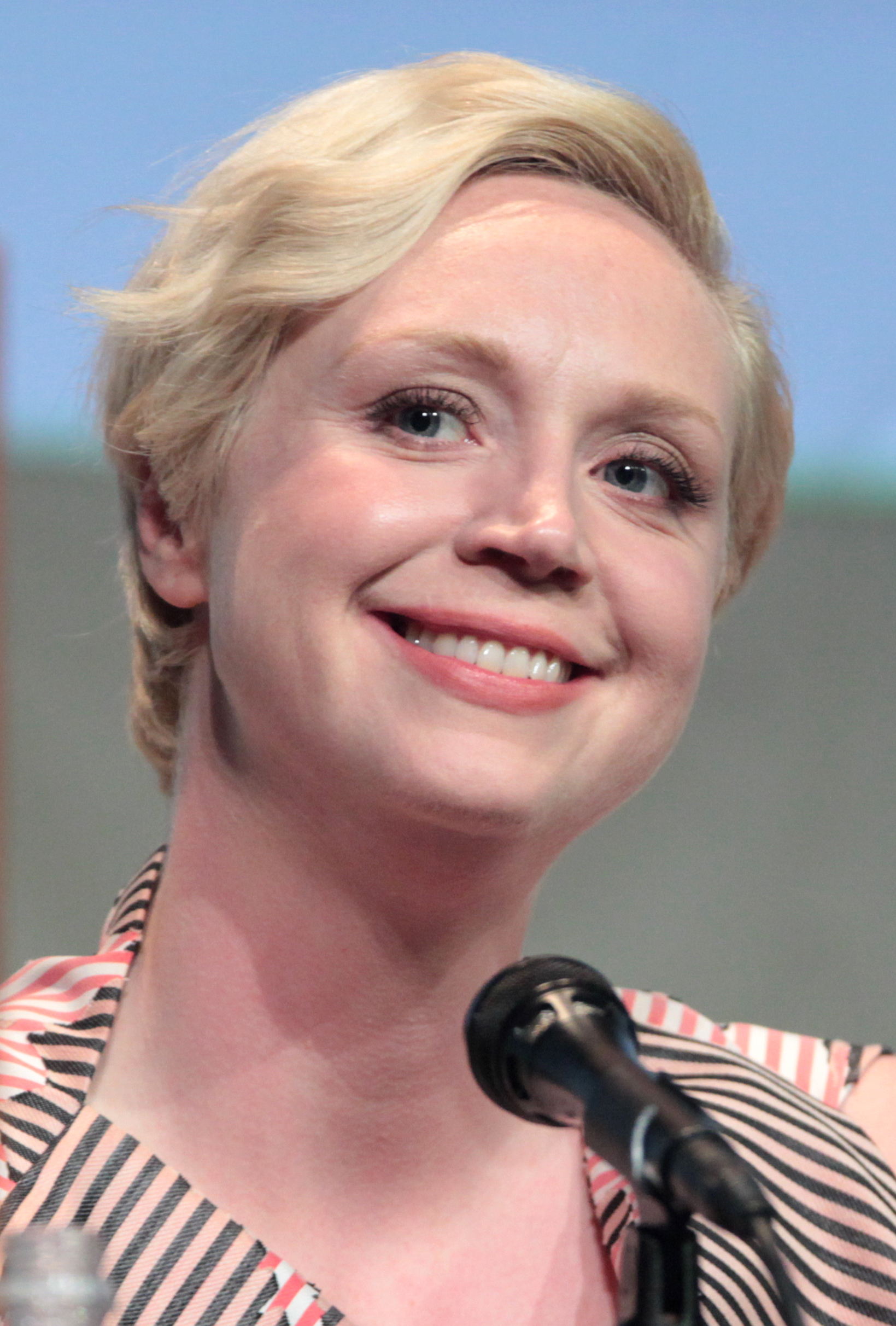
Gwendoline Christie é Brienne de Tarth em Game of Thrones.

Brienne de Tarth é um dos personagens mais populares entre os fãs da série de livros As Crônicas de Gelo e Fogo. Essa popularidade fez com que a HBO produzisse camisetas com o selo da Casa Tarth estampado.  Brent Harting, em seu ensaio sobre  a personagem em A Different Kind of Other: The Role of Freaks and Outcasts in A Song of Ice and Fire, diz que "Brienne é um desapontamento, até mesmo uma aberração, para sua família e cultura." Ele acha que Brienne é uma  diferenciação bem escrita de romances de fantasia, onde os personagens principais são comumente "o esbelto, o heterossexual, o de estatura média, convencionalmente hábeis e de gênero tradicional."  Samanta Mann do site witandfancy.com escreve que "Brienne é uma personagem extraordinária, firme em sua crença de que um cavaleiro é uma pessoa honrada que sempre mantém seus juramentos", mesmo em uma história onde "as pessoas boas fazem coisas ruins (e vice-versa)".

## Atriz
Brienne de Tarth é interpretada na série de tv pela atriz inglesa Gwendoline Christie, que trabalhou em Star Wars: The Force Awakens, como a gigante "Capitã Phasma" (ela tem 1,91 cm de altura). Christie vem tendo reconhecimento da critica pelo papel e foi indicada em 2014 para o Saturn Award de Melhor atriz coadjuvante em Televisão. Junto com o restante do elenco, ela ganhou o Empire Award em 2015 e foi três vezes indicada ao Screen Actors Guild Award.